# Chris Grayling
Christopher Stephen Grayling, född 1 april 1962 i London, är en brittisk politiker (konservativa partiet). Han var justitieminister och lordkansler 2012–2015 samt det brittiska underhusets ledare och kronrådets lordpresident i regeringen Cameron 2015–2016. Han var transportminister 2016–2016 i regeringen May.
Grayling har en kandidatexamen i historia från Cambridgeuniversitetet. Han arbetade som tv-journalist och tv-producent 1985–2001, bland annat för BBC. I valet 2001 invaldes Grayling i Underhuset för valkretsen Epsom and Ewell. Från 2005 ingick han i det konservativa partiets skuggkabinett, där han bland annat verkade som skugginrikesminister 2009–2010.
Efter 2010 års allmänna val utnämndes han till biträdande minister (minister of state) för arbetsmarknadsfrågor i arbetsmarknads- och pensionsdepartementet. När Grayling utnämndes till lordkansler 2012 blev han den första icke-juristen på denna befattning sedan 1558.